# Belchidda
Belchidda (italià Berchidda) és un municipi italià, dins de la província de Sàsser. L'any 2007 tenia 2.963 habitants. Es troba a la regió de Montacuto. Limita amb els municipis d'Alà dei Sardi, Calangianus, Monti, Oschiri i Tempio Pausania.

## Administració
| Període | Identitat          | Partit        |
| ------- | ------------------ | ------------- |
| 2005-   | Sebastiano Sannitu | Llista Cívica |

## Personatges il·lustres
- Paolo Fresu, músic de jazz.
- Pietro Casu di Barchidda, poeta sard.